# El laberinto de Alicia
El laberinto de Alicia, est une telenovela chilienne diffusée en 2011 par TVN.

## Distribution
- Sigrid Alegría - Alicia Molinari
- Francisco Reyes - Manuel Inostroza
- Andrés Velasco - Octavio San Martín
- Amparo Noguera - Sofía Donoso
- Mauricio Pesutic - Vladimir Navarenko
- Bastián Bodenhöfer - Baltazar Andrade
- Marcelo Alonso - Esteban Donoso
- Mónica Godoy - Bettina Molinari
- Gloria Münchmeyer - Miss Hellen Harper
- Álvaro Espinoza - Gregorio Harper
- Adela Secall - Paula Moncada
- Felipe Álvarez - Maximiliano Andrade
- Maite Orsini - Dolores Donoso
- Simón Pesutic - Santiago San Martín
- Óscar Hernández - Julio Mardones
- Isidora González - Valentina Andrade
- Catalina Montenegro - Dominga Inostroza
- Gaspar - Lorenzo San Martín
- Josefina - Francesca San Martín

### Párticipation spéciales
- Eduardo Barril - Mr. Harold Harper
- Elvis Fuentes - Detective Marambio
- Luis Eduardo Campos - Luis Antonio Rojas Padilla
- Paola Volpato - Rebeca Brethauer
- Paulette Sève - Carolina Berríos
- Geraldine Ossa - Ana María Gumucio de Berríos
- Margarita Llanos - Detective Solimano
- Javiera Toledo - Claudia López López
- Hugo Vásquez - Sergio Arriagada
- Eduardo Cantillana - Jaime Parra
- Otilio Castro - Cartero

## Versions
- El laberinto de Alicia (RCN Televisión)